# Azai Hisamasa
Azai Hisamasa (浅井 久政?; 1526 – 23 settembre 1573) è stato un daimyō giapponese del periodo Sengoku appartenente al clan Azai.

## Biografia
Hisamasa era figlio ed erede di Azai Sukemasa e succedette al padre come signore del castello di Odani. 
Secondo l'Azai Sandai-ki, Hisamasa era un leader meno capace o quantomeno inferiore al padre.  
Perse numerose terre con il clan Rokkaku e fece pace con loro nel 1558, una mossa che si rivelò tanto impopolare per i servitori del clan Azai e anche di breve durata. Condivise il comando dell'esercito Azai nella battaglia di Norada (1560) con suo figlio, Nagamasa. La brillante vittoria di Nagamasa sui Rokkaku convinse i servitori degli Azai che lui era l'uomo migliore per guidare il clan e così Hisamasa fu costretto a farsi da parte. Hisamasa continuò a vivere nel castello di Odani e commise seppuku quando gli Azai vennero sconfitti dal clan Oda nel 1573. 
Nonostante una reputazione poco brillante, Hisamasa sembra essere stato un amministratore competente. Inoltre diede una figlia in sposa a Saitō Yoshitatsu di Mino e questa ragazza divenne madre di Saitō Tatsuoki, il signore di quella provincia dal 1561 al 1567.